# William Dean Tinker
William Dean Tinker (* 16. Februar 1934 in St. Louis/Missouri) ist ein US-amerikanischer Pianist, Organist, Cembalist und Musikpädagoge.
Tinker studierte an der Juilliard School of Music, am New England Conservatory of Music in Boston und am Konservatorium in Amsterdam. Seine Lehrer waren Leo C. Miller und Joseph Raieff (Klavier), Vernon de Tar, Donald Willing und Anton Heiller (Orgel), Bernard Wagenaar und Louis White (Komposition) sowie Margaret Mason und Gustav Leonhardt (Cembalo). 1952 gewann er die St. Louis Symphony Young Artists Competition. 1959 unternahm er mit einem Stipendium des Frank Huntington Beebe Fund for Musicians eine Studienreise nach Europa. Für die Aufführung des gesamten Orgelwerkes von Jan Pieterszoon Sweelinck erhielt er 1962 die Sweelinck-Medaille.
1958 leitete Tinker in Boston zwei Fernsehaufführungen der Weihnachtshistorie von Heinrich Schütz. Zwischen 1971 und 1976 gab er 256 Sonntagskonzerte an der Orgel von Rudolph von Beckerath der Trinity Evangelical Lutheran Church in Cleveland, die für den Rundfunk aufgezeichnet wurden. 1981 gründete er die Fort Worth Bach Players, mit denen er im Laufe von fünf Jahren das gesamte kammermusikalische Werke, die Konzerte und Solokantaten Johann Sebastian Bachs aufführte. Als Organist wirkte er u. a. an der St. Pauls Episcopal Church in Indianapolis, der Old Stone Church in Cleveland, der Church of the Ascension in New York (als Assistent von Vernon de Tar), der Old South Church in Boston (als Assistent von Carl McKinley), der Christ the King und der St. Annes Episcopal Church in Fort Worth und bis 2007 an der Peter Lutheran Church in Dubuque. Als Lehrer wirkte er an der Indiana University, am Baldwin-Wallace College, am Oberlin College und der Texas Christian University.

## Quelle
- Alliance Publications - T - Tinker, William

| Personendaten    | Personendaten                                                    |
| ---------------- | ---------------------------------------------------------------- |
| NAME             | Tinker, William Dean                                             |
| KURZBESCHREIBUNG | US-amerikanischer Organist, Pianist, Cembalist und Musikpädagoge |
| GEBURTSDATUM     | 16. Februar 1934                                                 |
| GEBURTSORT       | St. Louis                                                        |